# 宜野湾
宜野湾（ぎのわん、方言で「じのーん」）は、沖縄県宜野湾市の地名。郵便番号は901-2211。

## 地理
大山・神山・愛知・長田・志真志・我如古・佐真下と隣接する。宜野湾3丁目は国道330号沿いの志真志小学校付近は住居表示実施以前は字志真志であった。この一帯は我如古や長田など周辺地域と比べて相対的に土地が低い窪地で、「大久保」と名の付く建物が散見される。志真志小学校の校歌にも「大久保が原 そびえたち」という歌詞が見られる。

## 歴史
元々は浦添間切宜野湾村だった。1671年に浦添間切の北部10村、中城間切の西部2村、北谷間切の南部1村で浦添間切宜野湾村を中心として宜野湾間切を新設。「宜野湾」という地名が広域化。以来、宜野湾間切から宜野湾村、宜野湾市と変わっていくが、市町村合併を一度もしていないので1671年から「宜野湾」の範囲はほとんど変わっていない。

### 沿革
- 1671年（寛文11年） - 浦添間切の北部10村、中城間切の西部2村、北谷間切の南部1村から浦添間切宜野湾村を中心として宜野湾間切を新設。浦添間切宜野湾村は宜野湾間切宜野湾村となる。
- 1908年（明治41年）4月1日 - 宜野湾間切が村制を施行して宜野湾村になり、宜野湾間切宜野湾村は宜野湾村字宜野湾となる。
- 1939年（昭和14年） - 愛知・長田が分立。
- 1998年（平成10年）2月9日 - 住居表示実施。宜野湾1丁目・宜野湾2丁目・宜野湾3丁目設置。

## 施設

### 宜野湾1丁目
- 宜野湾区公民館
- 琉球銀行宜野湾支店
- JAおきなわ長田支店

### 宜野湾2丁目
- 沖縄国際大学（学校法人沖縄国際大学）

### 宜野湾3丁目
- 宜野湾記念病院（医療法人緑水会）
- 宜野湾市立志真志小学校
- 宜野湾市立志真志幼稚園
- 宜野湾市立宜野湾保育所
- 田園書房

## 交通
主な道路
県道58号      ・沖縄自動車道      国道330号
○路線バス                                    
宜野湾市内は、那覇市内ー中・北部間を結ぶほとんどの路線の通過地点となっており、国道58号線、330号を中心にかなりの路線が運行している。また、琉球バス交通と沖縄バスが市内に出張所・駐車場を構えており市内を起終点とする路線も多い。